# Dolmen de Balbigny
Le Dolmen de Balbigny, appelé également les Grandes-Pierres, était un dolmen situé à Balbigny, dans le département de la Loire, en France. Il a été détruit en 1811.

## Localisation
Il était situé sur un petit plateau, près du hameau de la Chal, à 600 m au nord du bourg de Balbigny et 150 m de la route de Saint-Etienne à Roanne, sur la parcelle n°397, section A, du plan cadastral communal. Ce dolmen dominait à la fois la Loire et le ruisseau du Bernand.

## Description
Cet ensemble mégalithique en porphyre rougeâtre mesurait 4,45 m de long sur 2 m de largeur et était constitué de 11 rochers bruts de dimensions variables : 9 pierres formant une enceinte carrée ouverte vers l'est (4 blocs verticaux au sud, 2 à l'ouest et 3 au nord) et 2 dalles immenses formant le toit.

## Historique
Ce monument a été pris pour le tombeau de Balbinus (général romain, présumé fondateur de Balbigny), un trophée militaire romain, un ouvrage des Sarrasins ou encore un autel druidique. La chambre aurait contenu une pierre gravée de caractères illisibles et munie de deux anneaux de fer.
Le préfet de Montbrison, François Perret Imbert (1766-1807), commanda un dessin fidèle du dolmen à M. de Rosier.
En 1811, Gaspard de la Noërie, ancien maire de Néronde et propriétaire du terrain où se trouvait le dolmen, fit exploser le monument avec 150 francs de poudre. Les débris lui permirent de construire une digue de protection pour ses terres cultivées le long de la Loire. Lors d'une crue, le fleuve emporta la digue et une partie des dites terres.
Par la suite, toujours au XIXe siècle, des ossements ont été déterrés à l'emplacement occupé par ce dolmen. 